# Samira Brand
Samira Brand (* 13. Mai 1995 in Speyer) ist eine deutsche Handballspielerin.

## Karriere
Samira Brand kam über die TSG Haßloch und den VTV Mundenheim 2013 zum Drittligisten TSG Ketsch. Mit Ketsch stieg sie 2016 in die 2. Bundesliga und 2019 in die 1. Bundesliga auf. Nachdem sie 2021 den Klassenerhalt nicht erreichten, wechselte sie zum Zweitligisten VfL Waiblingen. Mit Waiblingen stieg sie 2022 in die 1. Bundesliga auf und nach einer Saison wieder in die 2. Bundesliga ab.

## Privates
Sie hat Lehramt auf Deutsch und Sport studiert.